# Suimanga de Palawan
El suimanga de Palawan (Aethopyga shelleyi) és un ocell de la família dels nectarínids (Nectariniidae).

## Hàbitat i distribució
Habita boscos i zones de matolls de les terres baixes de les Illes Filipines de Balabac, Busuanga i Palawan.